# Richard Carapaz Montenegro
Richard Carapaz Montenegro   (El Carmelo, 29 de maig de 1993) és un ciclista equatorià, professional des del 2016 i actualment a l'equip EF Education-EasyPost. El 2018 es va convertir en el primer ciclista equatorià en guanyar una etapa al Giro d'Itàlia. Un any més tard s'acabà proclamant vencedor de la classificació general del Giro d'Itàlia. El 2021 es va proclamar campió de la prova en ruta dels Jocs Olímpics de Tòquio.
Chilomys carapazi, una espècie de rosegador oriünda de l'Equador, va ser anomenada en honor seu.

## Palmarès
- 2010
  -  Campió de l'Equador júnior en ruta
- 2013
  - Campió panamericà sub-23 en ruta
- 2015
  - 1r a la Volta a Colòmbia sub-23 i vencedor de 2 etapes
  - Vencedor d'una etapa al Clásico RCN
- 2016
  - 1r a la Volta a Navarra i vencedor d'una etapa
- 2018
  - 1r a la Volta a Astúries i vencedor d'una etapa
  - Vencedor d'una etapa al Giro d'Itàlia
- 2019
  -  1r al Giro d'Itàlia i vencedor de 2 etapes
  - 1r a la Volta a Astúries i vencedor d'una etapa
- 2020
  - Vencedor d'una etapa a la Volta a Polònia
- 2021
  -  Medalla d'or, cursa en ruta, Jocs Olímpics de Tòquio
  - 1r a la Volta a Suïssa i vencedor d'una etapa
- 2022
  -  Campió de l'Equador en contrarellotge
  - Vencedor d'una etapa a la Volta a Catalunya
  - Vencedor de tres etapes a la Volta a Espanya.  1r al Gran Premi de la muntanya
- 2023
  -  Campió de l'Equador en ruta
  - 1r al Mercan'Tour Classic Alpes-Maritimes
- 2024
  -  Campió de l'Equador en contrarellotge
  - Vencedor d'una etapa al Tour Colombia
  - Vencedor d'una etapa al Tour de Romandia
  - Vencedor d'una etapa al Tour de França
- 2025
  - Vencedor d'una etapa al Giro d'Itàlia

### Posició a la classificació general a les grans voltes
| Cursa | Cursa           | 2017 | 2018 | 2019 | 2020 | 2021 | 2022 | 2023 | 2024 | 2025 |
| ----- | --------------- | ---- | ---- | ---- | ---- | ---- | ---- | ---- | ---- | ---- |
|       | Giro d'Itàlia   | —    | 4t   | 1r   | —    | —    | 2n   | —    | —    | 3r   |
|       | Tour de França  | —    | —    | —    | 13è  | 3r   | —    | Ab.  | 17è  |      |
|       | Volta a Espanya | 36è  | 18è  | —    | 2n   | Ab.  | 14è  | —    | 4t   |      |

### Resultats a la Volta a Espanya
- 2017. 36è de la classificació general
- 2018. 18è de la classificació general
- 2020. 2n de la classificació general
- 2021. Abandona a la 14a etapa
- 2022. 14è de la classificació general. Vencedor de 3 etapes.  1r al Gran Premi de la muntanya
- 2024. 4t de la classificació general

### Resultats al Giro d'Itàlia
- 2018. 4t de la classificació general. Vencedor de la 8a etapa
- 2019.  1r de la classificació general. Vencedor de 2 etapes
- 2022. 2n de la classificació general
- 2025. 3r de la classificació general. Vencedor de la 11a etapa

### Resultats al Tour de França
- 2020. 13è de la classificació general
- 2021. 3r de la classificació general
- 2023. No surt (2a etapa)
- 2024. 17è de la classificació general. Vencedor d'una etapa,  1r del Gran Premi de la Muntanya i  Premi de la combativitat.  Porta el mallot groc durant 1 etapa.